# Pyozia
Pyozia es un  género extinto de sinápsido pelicosaurio perteneciente a la familia Varanopidae que existió durante el Pérmico Medio en lo que ahora es Rusia.
Sus restos fósiles se han encontrado en la Formación Krasnoschelsk, que data del Tatariano inferior, junto al río Pyoza, en el Óblast de Arcángel. Solo se ha descrito una especie, Pyozia mesenensis.